# Arnold Palmer
Arnold Daniel Palmer (Latrobe, Pensilvania, 10 de septiembre de 1929- Pittsburgh, 25 de septiembre de 2016) fue un golfista estadounidense, considerado uno de los grandes jugadores de la historia por sus numerosas victorias en grandes torneos a nivel mundial desde 1955. Conocido como The King (El Rey), fue uno de los jugadores y entrenadores más populares por ser una de las primeras estrellas de la era televisiva, que comenzó en los años 1950. Formó parte del llamado Big Three (Los Tres Grandes), junto con Jack Nicklaus y Gary Player, que contribuyeron a popularizar el golf en todo el mundo.
El impacto social de Palmer en el golf no tuvo rival entre sus compañeros de profesión; sus modestos orígenes y su popularidad sin pelos en la lengua ayudaron a cambiar la percepción del golf, que pasó de ser un pasatiempo elitista de clase alta de clubes privados a un deporte más populista accesible a las clases medias y trabajadoras a través de los campos públicos. Palmer, Jack Nicklaus y Gary Player fueron "Los Tres Grandes" del golf durante la década de 1960; a ellos se les atribuye la popularización y comercialización de este deporte en todo el mundo.
Ganó siete mayors: el Masters de Augusta de 1958, 1960, 1962 y 1964 (el primero golfista en ganar cuatro veces), el Abierto de los Estados Unidos de 1960, y el Abierto Británico de 1961 y 1962. Además logró diez segundos puestos, 26 top 5 y 38 top 10 en torneos mayores.
En el PGA Tour estadounidense, Palmer fue el quinto golfista en cantidad de victorias con 62, y el tercero en cantidad de top 10 con 245. Fue líder en la lista de ganancias de las temporadas 1958 (tres victorias), 1960 (ocho), 1962 (ocho) y 1963 (siete).
Además, ganó el Campeonato Mundial de Match Play de 1964 y 1967, el Abierto de Colombia de 1956, el Abierto de Panamá de 1956, el Open de España de 1975 y el Campeonato de la PGA por Equipos de 1966, 1970 y 1971, siempre junto a Nicklaus.
En cuanto a sus actuaciones con la selección estadounidense, jugó seis ediciones de la Ryder cup entre 1961 y 1973, logrando 23 puntos en 32 partidos. Asimismo, ganó seis ediciones de la Copa Canadá / Copa Mundial de Golf, dos de ellas también en la clasificación individual.
En 1980, Palmer pasó a jugar en el Senior PGA Tour, donde jugó regularmente durante más de dos décadas. Ganó diez torneos, entre ellos cinco majors, y resultó cuarto en las temporadas 1980, 1981, 1982 y 1984.
Palmer recibió el Reconocimiento a la Trayectoria del PGA Tour en 1998, e ingresó en el Salón de la Fama del Golf Mundial en 1974.

## Esbozo de la carrera

### Infancia
Palmer nació en Latrobe, Pensilvania el 10 de septiembre de 1929 hijo de Doris (de soltera Morrison) y Milfred Jerome "Deacon" Palmer. Aprendió el golf con su padre Milred "Deacon" Palmer, quién había padecido poliomielitis en la infancia y desde temprana edad fue el responsable de cuidar el campo de golf en Latrobe, acompañando desde su niñez a su padre y ayudando en los trabajos para conservar el campo de golf en buenas condiciones.
Palmer asistió a la Universidad de Wake Forest, una escuela de golf y obtuvo una beca para seguir jugando. Se marchó cuando murió su mejor amigo Bud Worsham y se enroló en la Guardia Costera de Estados Unidos donde permaneció tres años,  1951-1954. Pero al mismo tiempo continuó mostrando sus habilidades con el golf. Regresó al colegio y a competir en el golf. Ganó en 1954 el U.S. Amateur, por lo que trató de participar en un torneo profesional y con una nueva novia Winifred Walzer (presentada en Pennsylvania Tournamente) viajó por todo el circuito en 1955. Fred Rogers del vecindario de Mister Rogers fue durante un año su jefe en Latrobe School.
En el Coast Guard Training Center de Cape May (Nueva Jersey), construyó un campo de nueve hoyos y tuvo algo de tiempo para seguir perfeccionando sus habilidades golfísticas. Una vez finalizado el periodo de alistamiento de Palmer, volvió a la universidad y al golf de competición.
Palmer ganó el U.S. Amateur de 1954 en Detroit y tomó la decisión de hacerse profesional en noviembre de ese año."Esa victoria fue el punto de inflexión en mi vida", dijo. "Me dio confianza en que podía competir al más alto nivel del juego".Cuando los periodistas allí presentes preguntaron a Gene Littler quién era el joven golfista que estaba rompiendo bolas en el tee de prácticas, Littler dijo: "Es Arnold Palmer. Algún día será un gran jugador. Cuando golpea la bola, la tierra tiembla".
Después de ganar ese partido, Palmer dejó su trabajo vendiendo pintura y jugó en el torneo Waite Memorial en Shawnee-on-Delaware, Pennsylvania. Allí conoció a su futura esposa, Winifred Walzer, y permanecieron casados durante 45 años hasta la muerte de ella en 1999.>
El 17 de noviembre de 1954, Palmer anunció sus intenciones de convertirse en profesional."Lo que otras personas encuentran en la poesía, yo lo encuentro en el vuelo de un buen drive", dijo Palmer.

### Elevación al estrellato
La primera victoria de Palmer en el circuito se produjo durante su temporada de novato en 1955, cuando ganó el Open canadiense y obtuvo 2.400 dólares por su esfuerzo. Elevó su nivel de juego durante las siguientes temporadas. El carisma de Palmer fue un factor importante en el establecimiento del golf como un atractivo evento televisivo en las décadas de 1950 y 1960, que sentó las bases para la popularidad de la que goza hoy en día. Su primera victoria en un gran campeonato en el Torneo de Maestros de 1958, donde ganó 11.250 dólares, estableció su posición como una de las principales estrellas del golf, y en 1960 se había convertido en el primer cliente del agente deportivo pionero Mark McCormack.
En entrevistas posteriores, McCormack enumeró cinco atributos que hacían a Palmer especialmente vendible: su atractivo; su origen relativamente modesto (su padre fue greenskeeper antes de ascender a profesional de club y Latrobe era un club humilde); su forma de jugar al golf, asumiendo riesgos y mostrando sus emociones; su participación en una serie de emocionantes finales en los primeros torneos televisados; y su afabilidad.
También tenía crédito para asegurar mucho status en The Open Championship (British Open) entre jugadores de Estados Unidos. Ben Hogan ganó ese campeonato en 1958 pero pocos profesionales estadounidenses habían viajado para jugar el Open (abierto), debido a los requerimientos del viaje, premios de poca monta y el estilo de apreciación de su juego (radicalmente diferente de muchos estadounidenses). Palmer fue convencido por su representante Mark McCormack de que podría tener éxito como Bobby Jones, Walter Hagen, Sam Snead y Hogan, antes que fueran estrellas del deporte globalizado, y no como los simples líderes de jugadores de golf estadounidenses. En particular Palmer viajó a Escocia en 1960 cuando había ganado ambos: The Masters y U.S. Open y trató de emular la hazaña de Hogan de 1953 al ganar los tres torneos en el mismo año. Falló y quedó fuera al perder por un simple golpe con Kel Nagle, pero posteriormente ganaría el Open a principios de los años 1960 convenciendo a muchos estadounidenses profesionales de que el viaje a Gran Bretaña no le había afectado, y ciertamente aumentó su popularidad entre los aficionados británicos y europeos, casi al igual que los estadounidenses. Palmer es reconocido por su seguridad en The Open Championship (British Open) entre los jugadores estadounidenses. Antes de que Ben Hogan ganara ell campeonaato en 195,  pocos lo habían logrado.
Palmer ganó siete Major Championships:
- The Masters: 1958, 1960, 1962, 1964
- U.S. Open: 1960
- The Open Championship: 1961, 1962.

Los años más prolíficos de Palmer fueron entre 1960 y 1963, cuando ganó 29 PGA tours, incluidas 5 victorias en torneos importantes, en cuatro temporadas. En 1960 ganó el Hickok Belt llegando a la cima de los atletas profesionales en ese año y apareciendo en la portada de Sports Illustrated magazine's "Sportsman of the Year" award (Premio al deportista del año). Construyó una amplia base de fanáticos, conocidos como "Arnie´s Army" (El ejército de Arnie), y en 1967 fue el primero en obtener ganancias por un millón de dólares en su carrera en el PGA Tour. Para finales de los años 1960's Jack Nicklaus "El oso blanco" y Gary Player ambos habían adquirido importancia en su rivalidad, pero Palmer ganó el PGA Tour cada año desde 1951 hasta 1971, inclusive en ese año 1971 él se regocijo al ganar 4 torneos.
Palmer ganó el Vardon Trophy con la anotación en promedio más baja en cuatro ocasiones: 1961, 1962, 1964 y 1967. Jugó seis veces en el equipo Ryder Cup: 1961, 1963, 1965, 1967, 1971 y 1973. El último jugando como capitán en 1963 y capitaneando al equipo hasta 1975. 
Palmer fue elegido para el Senior PGA Tour (ahora the Championship Tour) de su primera temporada en 1980 y fue uno de los que más contribuyeron a que fuera un éxito. Ganó diez torneos en el tour, incluyendo cino senior majors.
Fue el primero en ganar World Match Play Championship en Inglaterra, un torno muy original organizado por McCormack como demostración de sus jugadores establecidos. Su compañero fue uno de los más significativos en la historia del marketing comercial. Después que se retirara ganando el torneo, permaneció como uno de los más grandes perceptores en el golf debido a su capacidad para obtener patrocinios y al público.
El 26 y 27 de noviembre de 1983 Jack Nicklaus, Arnold Palmer, Gary Player y Tom Watson jugaron por un premio de 360.000 dólares en el primer Skins Game.
Le dio al Presidente Bush consejos de golf antes de que ganara la Presidential Medal of Freedom.
En 2004, compitió en The Masters por última vez, haciendo una marca de 50 apariciones consecutivas en este torneo. Después de perder el corte en 2005 en el U.S. Semiro, por 21 golpes, anunció que ya no participaría más en los torneos senior majors.
Desde 2007, era miembro honorario de the Masters. Se retiró de los torneos de golf el 13 de octubre de 2006 después del Champions Tours Administaff Small Business Classic después de cuatro hoyos debido a la insatisfacción con su propio juego. Siguió jugando algunos hoyos pero ya sin anotarlos. El legado de Palmer fue reafirmado por un momento electrizante durante 2004 en Bay Hill Invitational. Colocado a 200 yardas de la orilla del agua en el green 18°, quien sabía de su estilo agresivo, hizo un segundo golpe llegando al green. El golpe fue espeluznante, que energetizó al excitable Palmer. Estaba con su nieto que era su caddie, Sam Sauders, a quien le dio una prolongada y excesiva burla, en la celebración de ese momento.

### Negocios relacionados con el golf
Palmer tuvo una variada carrera empresarial relacionada con el golf, incluyendo la propiedad del Bay Hill Club and Lodge en Orlando, Florida, sede del Arnold Palmer Invitational del PGA Tour (rebautizado como Bay Hill Invitational en 2007 PGA Tour, ayudando a fundar The Golf Channel, y negociando el acuerdo para construir el primer campo de golf en la República Popular China. Esto llevó a la formación de Palmer Course Design en 1972, que pasó a llamarse Arnold Palmer Design Company cuando la empresa se trasladó a Orlando, Florida, en 2006. El socio de diseño de Palmer fue Ed Seay.
Palmer diseñó más de 300 campos de golf en 37 estados, 25 países y cinco continentes (todos excepto África y la Antártida), incluido el primer campo moderno construido en China, en 1988. En 1971, compró el Latrobe Country Club (donde su padre solía ser el profesional del club) y fue su propietario hasta su muerte. Las licencias, avales, asociaciones de portavoces y asociaciones comerciales creadas por Palmer y McCormack son gestionadas por Arnold Palmer Enterprises. Palmer también fue miembro de la American Society of Golf Course Architects.
En 1997, Palmer y su compañero golfista Tiger Woods iniciaron un proceso civil en un esfuerzo por detener la venta no autorizada de sus imágenes y supuestas firmas en el mercado de objetos de recuerdo. La demanda se interpuso contra Bruce Matthews, propietario de Gotta Have It Golf, Inc. y otros. Matthews y las partes asociadas contrademandaron que Palmer y las empresas asociadas cometieron varios actos, entre ellos incumplimiento de contrato, incumplimiento del deber implícito de buena fe y violación de la Ley de Prácticas Comerciales Engañosas y Desleales de Florida. El 12 de marzo de 2014, un jurado de Florida falló a favor de Gotta Have It en su demanda por incumplimiento de contrato y otras demandas relacionadas. El mismo jurado rechazó las contrademandas de Palmer y Woods, y concedió a Gotta Have It 668.346 dólares en concepto de daños y perjuicios.
Uno de los productos más recientes de Palmer (producido en masa a partir de 2001) es un uso de marca de la bebida conocido como Arnold Palmer, que combina té helado azucarado con limonada.

## Muerte
Arnold Palmer falleció en un hospital de Pittsburgh, Pensilvania, el 25 de septiembre de 2016 mientras esperaba a que le hicieran una cirugía cardiaca. Tenía 87 años.

## Victorias en torneos mayores
| Año  | Torneo                    | 54 hoyos     | Resultado ganador     | Margen    | Segundo clasificado          |
| 1958 | The Masters               | Empatados    | -4 (70-73-68-73=284)  | 1 golpe   | Doug Ford, Fred Hawkins      |
| 1960 | The Masters (2)           | 1 de ventaja | -6 (67-73-72-70=282)  | 1 golpe   | Ken Venturi                  |
| 1960 | US Open                   | 7 por debajo | -4 (72-71-72-65=280)  | 2 golpes  | Jack Nicklaus                |
| 1961 | The Open Championship     | 1 arriba     | -8 (70-73-69-72=284)  | 1 golpe   | Dai Rees                     |
| 1962 | The Masters (3)           | 2 arriba     | -8 (70-66-69-75=280)  | playoff 1 | Gary Player, Dow Finsterwald |
| 1962 | The Open Championship (2) | 5 arriba     | -12 (71-69-67-69=276) | 6 golpes  | Kel Nagle                    |
| 1964 | The Masters (4)           | 5 arriba     | -12 (69-68-69-70=276) | 6 golpes  | Dave Marr, Jack Nicklaus     |

1Venció a Gary Player y Dow Finsterwald en el playoff del hoyo 18. El resultado final fue: Palmer (68), Player (71), Finsterwald (77).